# جون دبليو. غاريت
جون دبليو. غاريت (بالإنجليزية: John W. Garrett)‏ هو دبلوماسي أمريكي، ولد في 19 مايو 1872 في بالتيمور في الولايات المتحدة، وتوفي بنفس المكان في 26 يونيو 1942.